# California (album de Blink-182)
Pour les articles homonymes, voir California.
Albums de Blink-182
Icon
(2013) Nine
(2019)
Singles
1. Bored to Death
Sortie : 27 avril 2016
2. She's Out of Her Mind
Sortie : 11 octobre 2016
3. Home Is Such a Lonely Place
Sortie : 18 avril 2017

California est le septième album studio du groupe californien de punk rock Blink-182 sorti le 1er juillet 2016 sur le label BMG Rights Management. Il est le premier enregistrement avec Matt Skiba, depuis le départ de Tom DeLonge.

## Parution et réception

### Succès commercial
L'album se vend à plus de 186 000 exemplaires aux États-Unis sur sa première semaine et prend ainsi la première place du Billboard 200, délogeant Drake et Views qui y étaient depuis neuf semaines. Pour la première fois, ils se retrouvent également en tête des ventes au Royaume-Uni, devant 25 d'Adele.

### Classements et certifications
| Classement (2016)                     | Meilleure position |
| ------------------------------------- | ------------------ |
| Allemagne (Media Control AG)          | 3                  |
| Australie (ARIA)                      | 2                  |
| Autriche (Ö3 Austria Top 40)          | 2                  |
| Belgique (Flandre Ultratop)           | 9                  |
| Belgique (Wallonie Ultratop)          | 25                 |
| Canada (Canadian Albums)              | 1                  |
| Écosse (OCC)                          | 1                  |
| Espagne (Promusicae)                  | 19                 |
| États-Unis (Billboard 200)            | 1                  |
| États-Unis (Alternative Albums)       | 1                  |
| États-Unis (Top Rock Albums)          | 1                  |
| France (SNEP)                         | 29                 |
| Irlande (IRMA)                        | 5                  |
| Italie (FIMI)                         | 4                  |
| Japon (Oricon)                        | 38                 |
| Norvège (VG-lista)                    | 18                 |
| Nouvelle-Zélande (RIANZ)              | 4                  |
| Pays-Bas (Mega Album Top 100)         | 21                 |
| Tchéquie (IFPI)                       | 1                  |
| Royaume-Uni (UK Albums Chart)         | 1                  |
| Royaume-Uni (UK Rock and Metal Chart) | 1                  |
| Suède (Sverigetopplistan)             | 26                 |
| Suisse (Schweizer Hitparade)          | 3                  |

| Pays              | Ventes    | Certifications |
| ----------------- | --------- | -------------- |
| Australie (ARIA)  | 35 000 +  | Or             |
| États-Unis (RIAA) | 500 000 + | Or             |
| Royaume-Uni (BPI) | 100 000 + | Or             |

## Fiche technique

### Liste des chansons
Toutes les chansons sont écrites et composées par Blink-182 et John Feldmann, sauf si annotation.
| No  | Titre                       | Auteur                              | Durée |
| --- | --------------------------- | ----------------------------------- | ----- |
| 1.  | Cynical                     |                                     | 1:55  |
| 2.  | Bored to Death              |                                     | 3:55  |
| 3.  | She's Out of Her Mind       |                                     | 2:42  |
| 4.  | Los Angeles                 |                                     | 3:03  |
| 5.  | Sober                       | Blink-182, Feldmann, Patrick Stump  | 2:59  |
| 6.  | Built This Pool             |                                     | 0:16  |
| 7.  | No Future                   |                                     | 3:45  |
| 8.  | Home Is Such a Lonely Place | Blink-182, Feldmann, David Hodges   | 3:21  |
| 9.  | Kings of the Weekend        | Blink-182, Feldmann, Hodges         | 2:56  |
| 10. | Teenage Satellites          | Blink-182, Feldmann, Hodges         | 3:11  |
| 11. | Left Alone                  |                                     | 3:09  |
| 12. | Rabbit Hole                 |                                     | 2:35  |
| 13. | San Diego                   | Blink-182, Feldmann, Stump          | 3:12  |
| 14. | The Only Thing That Matters |                                     | 1:57  |
| 15. | California                  | Blink-182, Feldmann, Martin Johnson | 3:10  |
| 16. | Brohemian Rhapsody          |                                     | 0:30  |

### Interprètes
Blink-182
- Mark Hoppus: chant, basse
- Travis Barker: batterie
- Matt Skiba: chant, guitare